# Schlacht um Fort Clinton und Fort Montgomery
Ticonderoga – Hubbardton – Fort Ann – Oriskany – Bennington – Saratoga (Freemans Farm – Bemis Heights) – Fort Clinton und Fort Montgomery
Die Schlacht um Fort Clinton und Fort Montgomery war eine Schlacht im Amerikanischen Unabhängigkeitskrieg. Die Schlacht fand am 6. Oktober 1777 an der Mündung des Popolopen Creeks in den Hudson River bei Bear Mountain im Orange County statt. Fort Clinton und Fort Montgomery lagen am Westufer des Hudson Rivers, circa 50 Meilen nördlich von New York City. Die Forts lagen erhöht auf schwer zugänglichem Gelände.
Die britischen Streitkräfte unter dem Kommando von Sir Henry Clinton eroberten Fort Clinton und Fort Montgomery und zerstörten die über den Hudson River gespannten Sperrbalken und Ketten. In den beiden Forts waren ungefähr 600 Soldaten der Kontinentalarmee stationiert. Das Kommando hatten die beiden Brüder George und James Clinton. General Israel Putnam war mit seinen Soldaten in der Nähe von Peekskill. Die Schlacht um Fort Montgomery und Fort Clinton wird wegen der Beteiligung einiger Personen dieses Namens auf beiden Seiten manchmal auch battle of the Clintons (Schlacht der Clintons) genannt.
Mittels einer Reihe von Finten gelang es Henry Clinton, Israel Putnam dazu zu bewegen, mit seinen Truppen nach Osten zu ziehen, woraufhin Clinton mit seinen Truppen dann von Westen aus die beiden Forts angriff. Clinton teilte seine Truppe in zwei Teile und ließ beide Forts nahezu gleichzeitig angreifen. Nach einem kurzen Kampf konnte Clinton beide Forts einnehmen. Mehr als die Hälfte der Verteidiger waren getötet, verwundet oder gefangen genommen worden.
Für die britischen Truppe stellte die Einnahme und Zerstörung der beiden Forts jedoch einen Pyrrhussieg dar, da die Schlacht eine Zeitverzögerung auf dem Weg nach Bemis Heights bedeutete und die Amerikaner die dortige Schlacht für sich entscheiden konnten. In der Folge musste der ebenfalls auf Verstärkung wartende John Burgoyne in der Schlacht von Saratoga kapitulieren.

## Hintergrund
Das Tal des Hudson River war ein strategisch bedeutsames Gelände während des Amerikanischen Unabhängigkeitskrieges. Der Nachschub an Nahrung, Material und neuen Truppen musste das Tal durchqueren. Im Juni 1777 hatte bereits John Burgoyne versucht, die Kontrolle über das Tal zu übernehmen, als er von Quebec aus nach Süden zog. Dieser Versuch war aber nach der Schlacht von Ticonderoga völlig festgefahren, logistische Probleme machten Burgoynes Armee schwer zu schaffen. Erst Mitte September erreichte Burgoyne mit seinen Truppen Saratoga. Burgoyne erwartete, dass seine Kampagne bezüglich des Hudson Rivers von William Howes Truppen unterstützt werde, den er in Albany, 40 km südlich von Saratoga, treffen wollte.

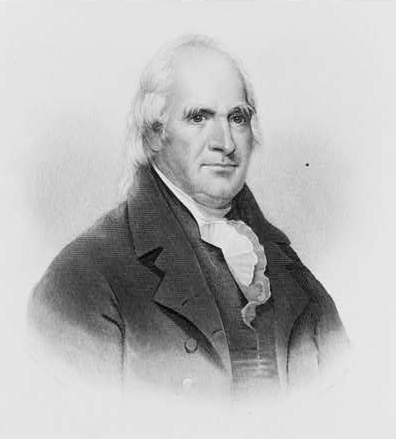
Gouverneur George Clinton

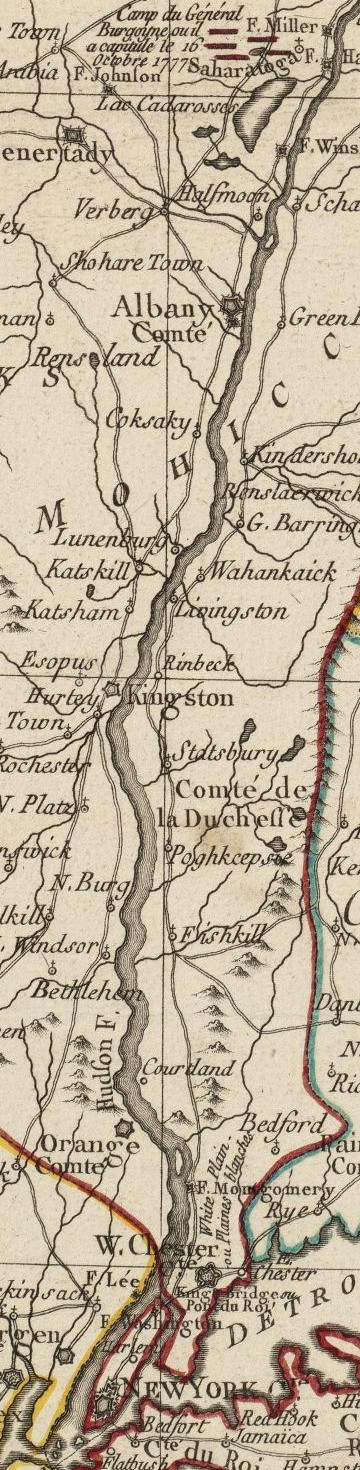
Detail einer französischen Karte von 1777. Abgebildet ist das Tal des Hudson River. Fort Montgomery ist fälschlicherweise am Ostufer des Flusses eingezeichnet.

Offenbar als ein Ergebnis der schlechten Kommunikation mit Lord George Germain, dem Kolonialminister im Kabinett von Lord North, entschied General Howe stattdessen, am Feldzug nach Philadelphia teilzunehmen, und schiffte sich im Juli mit dem Großteil seiner Armee in Richtung Süden ein. General Henry Clinton überließ er das Kommando in New York. Howe hinterließ General Clinton die Anweisung, New York City zu halten und nur offensiv zu werden, wenn es die Haltung New Yorks erforderte. Am 3. August erreichte Burgoyne ein Brief von Howe, in dem Howe über seinen Marsch nach Philadelphia und die Anweisungen Clintons informierte. Am 12. September schrieb Clinton einen Brief an Burgoyne, der diesen am 21. September erreichte. Clinton schrieb, er werde in ungefähr zehn Tagen einen Vorstoß nach Fort Montgomery unternehmen.

## Die amerikanische Verteidigung
Die höher gelegene Region des Hudson River Valley (nahe West Point) wurde von der Kontinentalarmee unter Israel Putnam und einigen Milizionären verteidigt. Putnam war mit seinen Truppen in Peekskill stationiert. Wenige Meilen flussaufwärts, dort, wo der Popolopen Creek in den Hudson River fließt, hatten die amerikanischen Truppen eine Sperrkette über den Fluss gespannt, um zu verhindern, dass britische Schiffe weiter flussaufwärts segelten. Das westliche Ende der Sperrkette wurde von den Truppen in Fort Montgomery bewacht. Das noch nicht ganz fertiggestellte Fort Montgomery befand sich unter dem Kommando von George Clinton. Das ebenfalls am Westufer des Flusses gelegene Fort Clinton befand sich südlich der Schlucht und wurde von James Clinton befehligt. Gemeinsam verfügten beide Forts über circa 600 Soldaten.
Putnam hatte ebenfalls circa 600 Männer, er hatte einen Teil seiner Armee auf Anweisung von George Washington an diesen abgegeben und einen Teil der Milizionäre weggeschickt, als bekannt wurde, dass Howe nach Philadelphia unterwegs war.

## Die britischen Truppenbewegungen
Mitte September verfügte Henry Clinton über ungefähr 7000 Männer, einschließlich 3000 schlecht ausgebildete Loyalisten, um New York City zu verteidigen.
Ende September landeten 1700 zusätzliche Soldaten in New York. Am 3. Oktober fuhr Henry Clinton mit 3000 Soldaten auf drei Fregatten und einigen kleineren Schiffen den Hudson River hinauf. Am nächsten Tag ließ er im Rahmen eines Täuschungsmanöver Männer in Tarrytown landen, um Putnams Truppen von Peekskill wegzulocken. Die Männer marschierten nordwärts den Hudson River entlang und gingen später wieder an Bord der Schiffe. Ähnlich verfuhr Clinton am 5. Oktober am Verplanck's Point, knapp 5 km südlich von Peekskill. Putnam fiel auf diese Manöver herein, zog sich mit seinen Truppen ins östliche Hochland zurück und forderte Verstärkung an.

## Die Schlacht

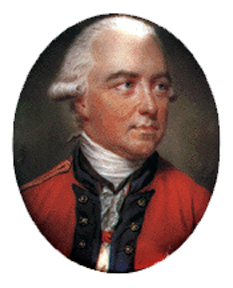
General Sir Henry Clinton

Am Morgen des 6. Oktober landete Henry Clinton mit 2100 Soldaten in Stony Point auf der Westseite des Hudson Rivers und marschierte mit seiner Truppe auf eine Erhebung namens „Timp“. Als Clinton mit seinen Männern auf der anderen Seite wieder ins Tal in Richtung Doodletown stieg, trafen sie auf einen Aufklärungstrupp der Amerikaner, der sich nach einem kurzen Feuergefecht nach Fort Clinton zurückzog. Henry Clinton teilte daraufhin seine Armee in zwei Teile, um beide Forts angreifen zu können. Eine Truppe von 900 Soldaten unter dem Kommando von Lieutenant Colonel Campbell, bestehend aus Männern des 52. und 57. Regiments, einer Gruppe Hessen und ungefähr 400 Loyalisten, begann den Marsch zum 7 km entfernten Fort Montgomery. Henry Clinton wartete mit den restlichen 1200 Männern eine Zeitlang, um einigermaßen gleichzeitig mit Campbells Truppe den Angriff beginnen zu können.
George Clinton, von den Kundschaftern über das kurze Feuergefecht mit Henry Clinton und der Teilung von Clintons Truppen unterrichtet, sandte sofort eine Nachricht an Putnam, mit der Bitte um Verstärkung. Die Verstärkung kam – dank den geglückten Täuschungsmanövern – aber nicht. James Clinton schickte derweil 100 Männer in Richtung Doodletown, während George Clinton eine Kompanie Campbells Truppe entgegenschickte.

### Fort Montgomery
Die Amerikaner bauten etwa eineinhalb Kilometer vor Fort Montgomery einen Verteidigungsposten auf. Campbell erreichte das Fort ungefähr eine Stunde vor Sonnenuntergang, nachdem er Doodletown kurz nach 10 Uhr morgens verlassen hatte. Die angebotene kampflose Übergabe des Forts schlug George Clinton aus, so dass es im Anschluss zur Schlacht kam.
Den linken Flügel in Campbells Armeeaufstellung bildeten die Loyalisten, die Hessen marschierten in der Mitte, die britischen Regimenter auf der rechten Seite. Trotz heftiger Gegenwehr seitens der Amerikaner brachen die Briten ins Fort ein und richteten ein Blutbad an, um den beim Angriff gefallenen Campbell und andere tote Offiziere zu rächen. James Clinton entkam dem Tod nur knapp und flüchtete mit den Überlebenden in die Wälder nördlich des Forts.

### Fort Clinton
Der Hauptzugang zu Fort Clinton war ein schmaler Landstreifen von ungefähr 400 m Breite, gelegen zwischen einem kleinen See und dem Hudson River. George Clinton hatte dort Baumsperren errichten lassen. Henry Clinton ließ die Infanterie des 63. Regiments um den See herum marschieren, um das Fort von Nordwesten anzugreifen, während der Rest der Soldaten die Hauptgebäude angriff. Wie in Fort Montgomery wurden die Verteidiger schnell überwältigt. Einige der Überlebenden flüchteten den Abhang zum Ufer des Hudson River hinab und entkamen in Kanonenbooten auf die andere Flussseite.

## Nach der Schlacht

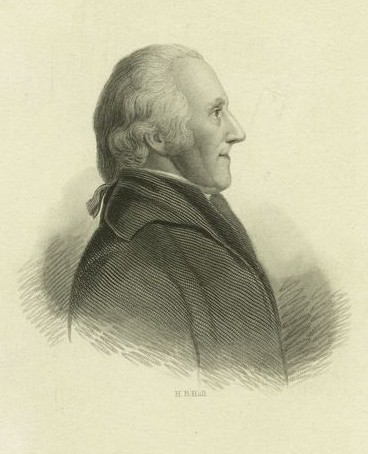
General James Clinton, Porträt von H. B. Hall

Mehr als 225 Amerikaner wurden gefangen genommen, ungefähr 75 getötet oder verwundet, die meisten in Fort Clinton. Die Verluste der Briten beliefen sich auf ungefähr 40 Tote, 150 Personen wurden verwundet. Clinton kehrte nach New York zurück und stationierte John Vaughan mit zwei Garnisonen in den beiden Forts.
George Clinton und Israel Putnam überlegten ihr weiteres Vorgehen. Clinton wollte am Westufer des Hudson River in Richtung Norden ziehen, um Angriffe weiter flussaufwärts abzuwehren, Putnam wollte aus den gleichen Gründen nach Osten gehen.
Am 17. Oktober erhielt Henry Clinton den Auftrag von General Howe (wahrscheinlich nach George Washingtons Niederlage in der Schlacht von Germantown am 4. Oktober gesendet), 3000 Soldaten nach Philadelphia zu schicken, um die dortige Besetzung zu unterstützen. Clinton rief daraufhin John Vaughan mit seinen Truppen aus den beiden Forts zurück. Vor dem Verlassen der Forts zerstörten die britischen Truppen die Gebäude und verließen die Forts am 26. Oktober.

## Fort Clinton und Fort Montgomery heute

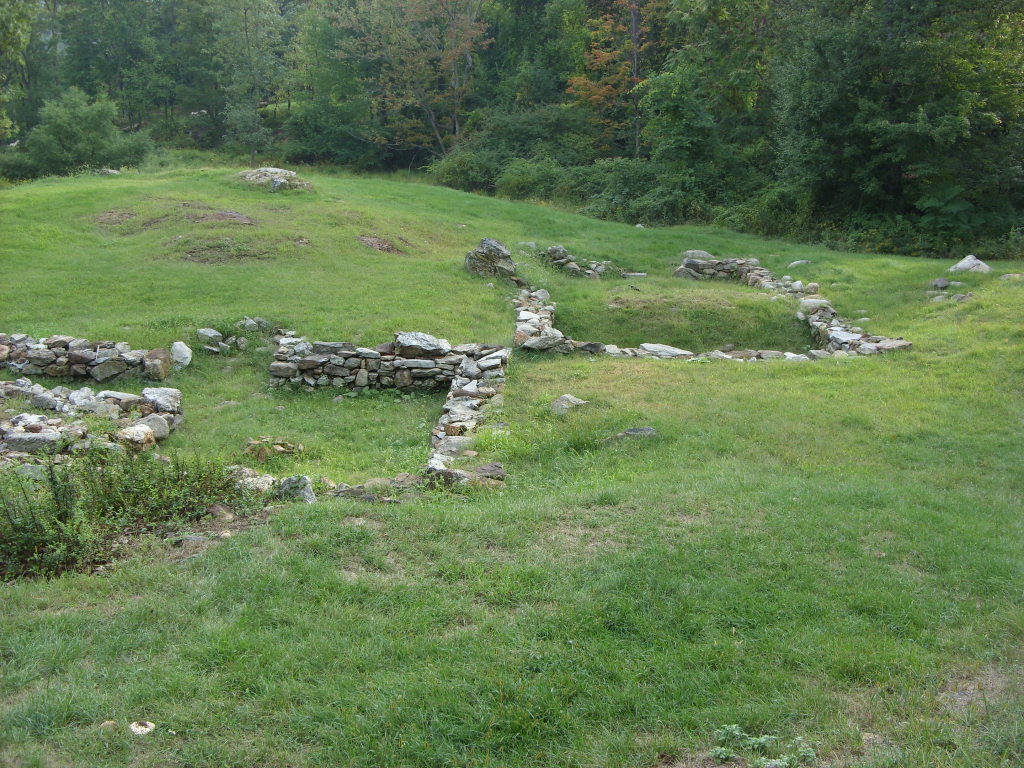
Ruinen von Fort Montgomery, 2007

Die Überreste von Fort Clinton wurden 1924 beim Bau der U.S. Route 9W und der Bear Mountain Bridge nahezu vollständig zerstört.
Die noch sichtbaren Reste von Fort Clinton befinden sich auf dem Gelände des Bear Mountain State Park, einschließlich der heutigen Geisterstadt Doodletown. Fort Montgomery ist seit 1972 eine National Historic Landmark, und wird im National Register of Historic Places geführt.